# バレーボールルーマニア女子代表
バレーボールルーマニア女子代表（バレーボールルーマニアじょしだいひょう）は、バレーボールの国際大会で編成されるルーマニアの女子バレーボールナショナルチームである。
1947年に国際バレーボール連盟へ加盟。

## 過去の成績

### オリンピックの成績
- 1964年 - 4位
- 1980年 - 8位
- 1996年 - 最終予選敗退
- 2000年 - 不出場
- 2004年 - 不出場
- 2008年 - 欧州予選敗退

### 世界選手権の成績
| - 1952年 - 5位 - 1956年 - 銀メダル - 1962年 - 5位 - 1970年 - 7位 - 1974年 - 5位 - 1994年 - 13位 | - 2002年 - 13位 - 2006年 - 欧州予選敗退 - 2010年 - 欧州予選敗退 |  |

### 欧州選手権の成績
| - 1949年 - 4位 - 1950年 - 5位 - 1955年 - 4位 - 1958年 - 4位 - 1963年 - 3位 - 1967年 - 9位 - 1971年 - 7位 - 1975年 - 7位 | - 1977年 - 6位 - 1979年 - 5位 - 1981年 - 7位 - 1983年 - 6位 - 1985年 - 11位 - 1987年 - 8位 - 1989年 - 4位 - 1991年 - 6位 | - 1993年 - 10位 - 1997年 - 11位 - 1999年 - 6位 - 2001年 - 7位 - 2003年 - 8位 - 2005年 - 10位 - 2011年 - 12位 |